# وزارت زیرساخت‌های انرژی و منابع طبیعی (ارمنستان)

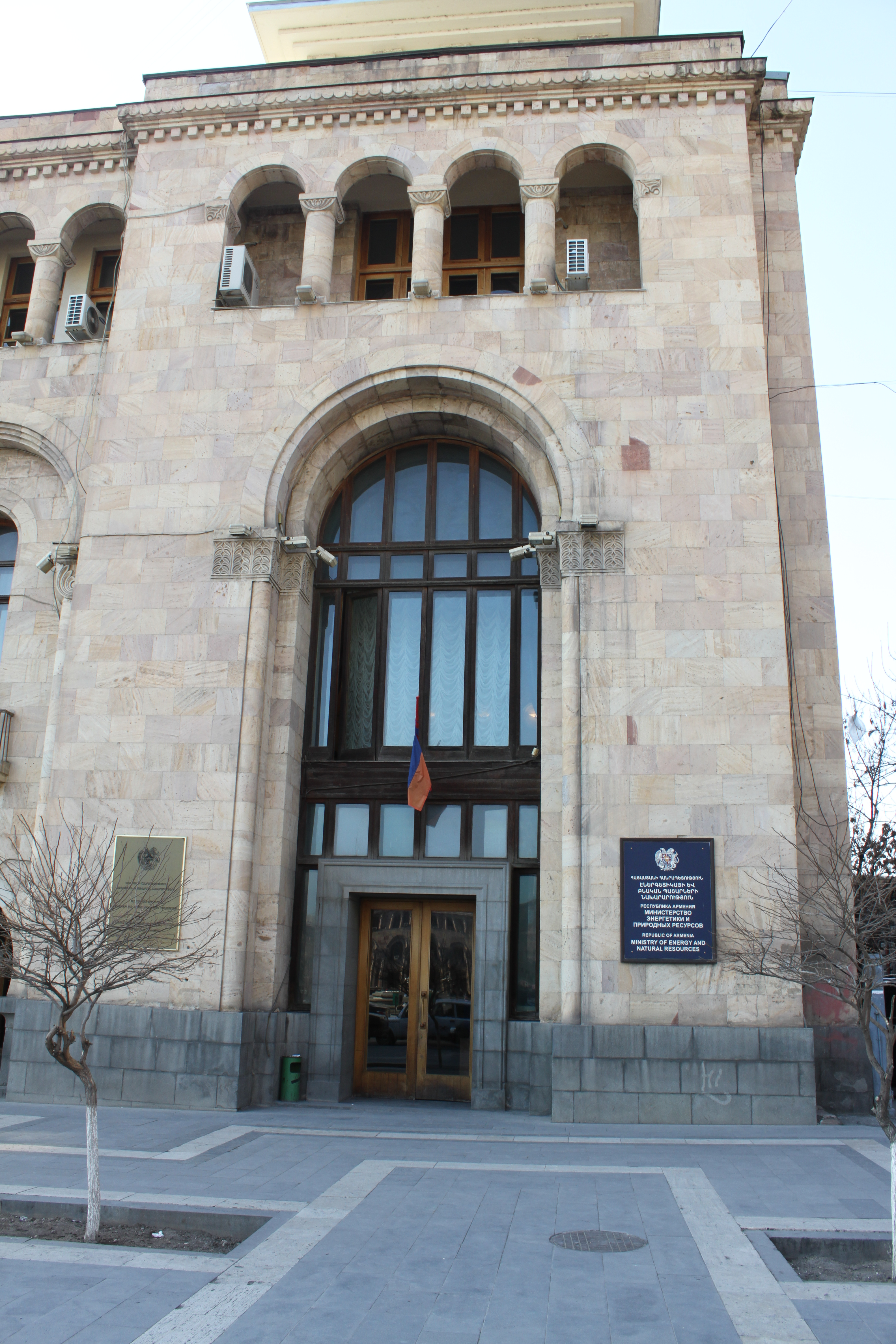

وزارت زیرساخت‌های انرژی و منابع طبیعی (ارمنی: ՀՀ Էներգետիկ ենթակառուցվածքների և բնական պաշարների նախարարություն) وزارتی که مسئولیت مدیریت سامانه‌های انرژی و کنترل بهره‌برداری منابع طبیعی در ارمنستان را برعهده دارد. این وزارت سیاست‌های دولت جمهوری ارمنستان در بخش انرژی را و پیاده‌سازی می‌کنند

## ساختار
| نام                                 | پرتره             | حزب                     | Term of Office    | Term of Office    | نخست‌وزیر ارمنستان (کابینه)                                     |
| وزیر انرژی و سوخت                   | وزیر انرژی و سوخت | وزیر انرژی و سوخت       | وزیر انرژی و سوخت | وزیر انرژی و سوخت | وزیر انرژی و سوخت                                              |
| ----------------------------------- | ----------------- | ----------------------- | ----------------- | ----------------- | -------------------------------------------------------------- |
| سپوه تاشچیان                        |                   |                         | ۱۹۹۲              | ۱۹۹۳              | خسرو هاروتیونیان                                               |
| ملس هاکوبیان                        |                   | مستقل                   | ۱۶ فوریه ۱۹۹۳     | ۳۰ آوریل ۱۹۹۳     | هراند باگراتیان                                                |
| هرایر هوهانسیان                     |                   |                         | ۳ مه ۱۹۹۳         | ۲۱ ژوئیه ۱۹۹۳     | هراند باگراتیان                                                |
| میرون شیشمانیان                     |                   |                         | ۲۱ ژوئیه ۱۹۹۳     | ۲۶ ژوئیه ۱۹۹۵     | هراند باگراتیان                                                |
| وزیر انرژی                          |                   |                         |                   |                   |                                                                |
| گاگیک مارتیروسیان                   |                   | حزب جمهوری‌خواه ارمنستان | ۲۶ ژوئیه ۱۹۹۵     | ۱۷ نوامبر ۱۹۹۸    | هراند باگراتیان, آرمن سارگسیان، روبرت کوچاریان، آرمن داربینیان |
| مروژان میکائلیان                    |                   |                         | ۱۷ نوامبر ۱۹۹۸    | ۱۵ ژوئن ۱۹۹۹      | آرمن داربینیان                                                 |
| داویت زادویان                       |                   | RPA(later PANM)         | ۱۵ ژوئن ۱۹۹۹      | ۲۰ مه ۲۰۰۰        | وازگن سارگسیان، آرام سارگسیان                                  |
| کارن گالستیان                       |                   |                         | ۲۰ مه ۲۰۰۰        | ۴ دسامبر ۲۰۰۱     | آندرانیک مارگاریان                                             |
| وزیر انرژی و منابع طبیعی            |                   |                         |                   |                   |                                                                |
| آرمن موسیسیان                       |                   | RPA                     | ۴ دسامبر ۲۰۰۱     | ۳۰ آوریل ۲۰۱۴     | آندرانیک مارگاریان، سرژ سارگسیان، تیگران سارگسیان              |
| یرواند زاخاریان                     |                   | RPA                     | ۳۰ آوریل ۲۰۱۴     | ۲۹ فوریه ۲۰۱۶     | هوویک آبراهامیان                                               |
| لوون یولیان                         |                   | مستقل                   | ۲۹ فوریه ۲۰۱۶     | ۲۰ سپتامبر ۲۰۱۶   | هوویک آبراهامیان                                               |
| وزیر زیرساخت‌های انرژی و منابع طبیعی |                   |                         |                   |                   |                                                                |
| آشوت مانوکیان                       |                   | مستقل                   | ۲۰ سپتامبر ۲۰۱۶   | ۱۲ مه ۲۰۱۸        | کارن کاراپتیان، سرژ سارگسیان                                   |
| آرتور گریگوریان                     |                   | حزب ارمنستان شکوفا      | ۱۲ مه ۲۰۱۸        | ۳ اکتبر ۲۰۱۸      | نیکول پاشینیان                                                 |
| گارگین باغرامیان                    |                   | مستقل                   | ۴ اکتبر ۲۰۱۸      | ۲۳ ژانویه ۲۰۱۹    | نیکول پاشینیان                                                 |